# Anslutningsfördraget 2005
Anslutningsfördraget 2005, även känt som Luxemburgfördraget, är ett fördrag inom Europeiska unionen som undertecknades den 25 april 2005 i Luxemburg. Det trädde i kraft den 1 januari 2007 efter att ha ratificerats av alla medlemsstater samt de anslutande staterna Bulgarien och Rumänien i enlighet med deras respektive konstitutionella bestämmelser.
Fördraget fastställde Bulgariens och Rumäniens anslutning till Europeiska unionen (EU) och justerade tidigare EU-fördrag. På så sätt är fördraget en del av unionens primärrätt.
Fördragets officiella namn är ”fördrag mellan Konungariket Belgien, Republiken Tjeckien, Konungariket Danmark, Förbundsrepubliken Tyskland, Republiken Estland, Republiken Grekland, Konungariket Spanien, Republiken Frankrike, Irland, Republiken Italien, Republiken Cypern, Republiken Lettland, Republiken Litauen, Storhertigdömet Luxemburg, Republiken Ungern, Republiken Malta, Konungariket Nederländerna, Republiken Österrike, Republiken Polen, Republiken Portugal, Republiken Slovenien, Republiken Slovakien, Republiken Finland, Kongungariket Sverige, Förenade konungariket Storbritannien och Nordirland (Europeiska unionens medlemsstater) och Republiken Bulgarien och Rumänien om Republiken Bulgariens och Rumäniens anslutning till Europeiska unionen”.
Fördraget innebar att Republiken Bulgarien och Rumänien blev unionens 26:e respektive 27:e medlemsstat. De båda staterna hade sedan tidigare erhållit kandidatstatus och medlemskapsförhandlingarna avslutades i slutet av 2004.
Fördraget, inklusive samtliga ratificeringsinstrument från alla EU:s medlemsstater, deponerades hos den italienska regeringen i Rom. Det finns i en juridiskt bindande version på varje av Europeiska unionens officiella språk.

## Historia

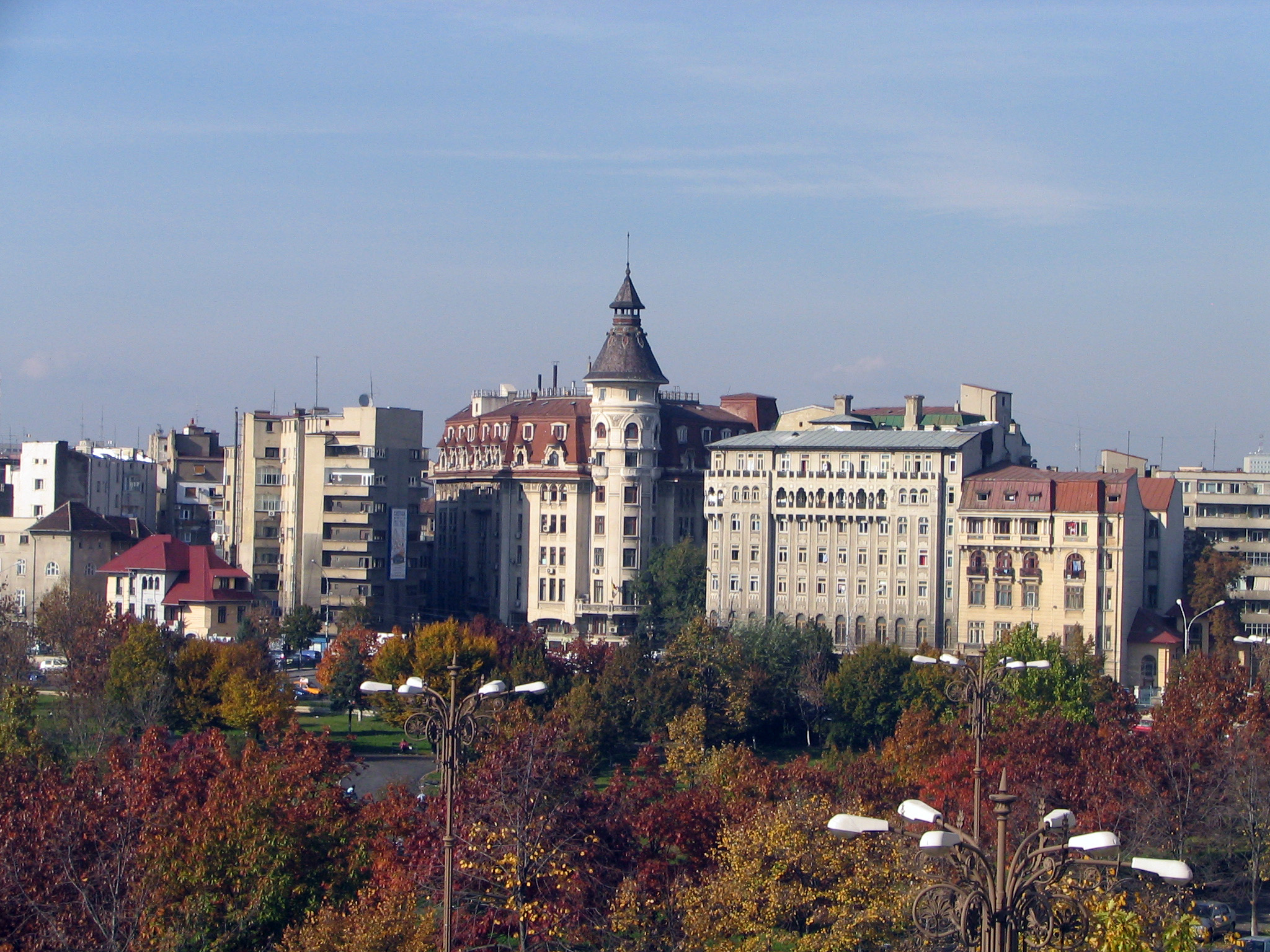
Fördraget innebar att Rumänien och Bulgarien blev medlemmar i EU.

Efter att Europeiska rådets anslutningsförhandlingar hade avslutats med Bulgarien och Rumänien den 17 december 2004 var de två länderna redo att bli medlemmar i EU. En begäran för godkännande skickades till Europaparlamentet.
Den 22 februari 2005 gav Europeiska kommissionen sitt stöd till Bulgariens och Rumäniens anslutningar. Som ett resultat godkände Europaparlamentet den 13 april 2005 de två staternas medlemskapsansökningar. Parlamentet röstade med 497 röster för och 93 röster emot Rumäniens anslutning, medan 522 röstade för och 80 röstade emot Bulgariens anslutning.
Fördraget signerades den 25 april 2005 i Luxemburg. För att fördraget skulle träda i kraft krävdes samtliga medlemsstaters godkännande. För att det dessutom skulle innefatta de anslutande medlemsstaterna krävdes att dessa också ratificerade det. Ratificeringsprocessen var avklarad den 20 december 2006 och fördraget kunde således träda i kraft den 1 januari 2007, vilket innebar att Bulgarien och Rumänien då blev fullvärdiga medlemmar i unionen.

### Signaturer
|           |           |         |                |         |               |           |          |           |
| Belgien   | Bulgarien | Cypern  | Danmark        | Estland | Finland       | Frankrike | Grekland | Irland    |
|           |           |         |                |         |               |           |          |           |
| Italien   | Lettland  | Litauen | Luxemburg      | Malta   | Nederländerna | Polen     | Portugal | Rumänien  |
|           |           |         |                |         |               |           |          |           |
| Slovakien | Slovenien | Spanien | Storbritannien | Sverige | Tjeckien      | Tyskland  | Ungern   | Österrike |

## Syfte och innehåll
Själva fördraget består av sex artiklar. Den första och tredje artikeln innebär att Bulgarien och Rumänien blir medlemmar i Europeiska unionen och att anslutningsfördraget erhåller samma status som övriga EU-fördrag. Där återfinns också referenser till de bilagor som fastställer villkoren för anslutningen. Den andra artikeln reglerar övergångsregler om fördraget börjar gälla innan Europeiska konstitutionen.
Övriga artiklar behandlar ratificeringsprocessen av fördraget, hur fördraget ska deponeras och dess giltighet. Fördraget finns i en bestyrkt version på varje av Europeiska unionens officiella språk. Alla original är juridiskt giltiga.

### Övergångsbestämmelser
Fördraget innehåller en rad övergångsbestämmelser för att reglera Bulgariens och Rumäniens integration i Europeiska unionen. Bland övergångsbestämmelserna fanns bland annat tillfälliga inskränkningar i den fria rörligheten för arbetstagare. Många av de äldre medlemsstaterna införde sådana begränsningar. Spanien upphörde med sina begränsningar den 1 januari 2009, men fick efter störningar på sin arbetsmarknad tillåtelse av Europeiska kommissionen att införa restriktioner för rumänska medborgare igen från och med den 12 augusti 2011 fram till och med den 31 december 2013. Sedan dess är även övriga medlemsstaters inskränkningar upphävda och bulgariska och rumänska medborgare har samma rättigheter som övriga unionsmedborgare i detta avseende.
Andra övergångsbestämmelser innefattade bland annat restriktioner i andra unionsmedborgares rätt att förvärva jordbruksmark. Dessa begränsningar skulle ha upphört 2014, men Bulgarien bibehöll restriktionerna fram till 2024 då EU-domstolen konstaterade att det bröt mot unionsrätten.

## Ratificeringsprocessen

Slutgiltig deposition avklarad
Ratificeringsförfarandet avklarat
Ratificeringsförfarandet ej klart
Ratificeringsförfarandet stoppat

För att ett fördrag ska träda i kraft inom Europeiska unionen krävs det att samtliga medlemsstater ratificerar fördraget. Ratificering kan antingen ske med eller utan folkomröstning. Samtliga medlemsstater valde att avstå från att folkomrösta i samband med sin ratificering.
Först ut att avklara sina ratificeringar var Bulgarien och Rumänien. Flera av de medlemsstater som anslutit EU den 1 maj 2004 var också snabba med sin ratificering, medan medlemsstater som Frankrike och Tyskland drog ut på ratificeringsprocessen. Även om det ursprungliga datumet för anslutningen av Bulgarien och Rumänien var den 1 januari 2007 fanns det en möjlighet att skjuta upp datumet ifall anslutningsländerna inte påskyndade vissa reformer, med syfte att bland annat bekämpa korruption och organiserad brottslighet. I en rapport den 16 maj 2006 gav slutligen kommissionen grönt ljus, men krävde att både Bulgarien och Rumänien skulle behöva fortsätta med sina reformer efter anslutningen.
I en annan rapport, som publicerades den 26 september 2006, uppfyllde både Bulgarien och Rumänien de politiska, ekonomiska och juridiska kraven, de så kallade Köpenhamnskriterierna. Kommissionens slutsats var att anslutningen inte skulle skjutas upp, men att fortsatta reformer var nödvändiga.
Fördraget ratificerades av samtliga medlemsstater och trädde i kraft den 1 januari 2007. Det är deponerat, i likhet med övriga EU-fördrag, i Rom hos den italienska regeringen.

### Ratificeringsförfarandet i detalj
| Europeiska unionen |  | 2005-04-25        |                   | 2005-04-25        |                   | ej nödvändigt |  | ej nödvändigt |  |         |       |       |  |
| ------------------ |  | ----------------- | ----------------- | ----------------- | ----------------- | ------------- |  | ------------- |  | ------- | ----- | ----- |  |
|                    |  | Europeiska rådet  | Europeiska rådet  | Europeiska rådet  | Europeiska rådet  | Godkänt       |  | 2005-04-25    |  | 25      | 0     | 0     |  |
|                    |  | Europaparlamentet | Europaparlamentet | Europaparlamentet | Europaparlamentet | Godkänt       |  | 2005-04-13    |  | 522 497 | 70 93 | 69 71 |  |

| Belgien |  | 2005-04-25                         |                                    | 2006-04-20                         |                                    | 2006-06-02 |  | 2006-10-19 |  |     |    |   |  |
| ------- |  | ---------------------------------- | ---------------------------------- | ---------------------------------- | ---------------------------------- | ---------- |  | ---------- |  | --- | -- | - |  |
|         |  | Deputeradekammaren                 | Deputeradekammaren                 | Deputeradekammaren                 | Deputeradekammaren                 | Godkänt    |  | 2006-04-20 |  | 115 | 14 | 1 |  |
|         |  | Senaten                            | Senaten                            | Senaten                            | Senaten                            | Godkänt    |  | 2006-03-30 |  | 52  | 8  | 0 |  |
|         |  | Bryssels regionparlament           | Bryssels regionparlament           | Bryssels regionparlament           | Bryssels regionparlament           | Godkänt    |  | 2006-05-12 |  | 77  | 6  | 0 |  |
|         |  | Bryssels förenta församling        | Bryssels förenta församling        | Bryssels förenta församling        | Bryssels förenta församling        | Godkänt    |  | 2006-05-12 |  | 77  | 6  | 0 |  |
|         |  | Flamländska regionparlamentet      | Flamländska regionparlamentet      | Flamländska regionparlamentet      | Flamländska regionparlamentet      | Godkänt    |  | 2006-07-12 |  | 77  | 26 | 0 |  |
|         |  | Flamländska gemenskapsparlamentet  | Flamländska gemenskapsparlamentet  | Flamländska gemenskapsparlamentet  | Flamländska gemenskapsparlamentet  | Godkänt    |  | 2006-07-12 |  | 79  | 29 | 0 |  |
|         |  | Franska gemenskapsparlamentet      | Franska gemenskapsparlamentet      | Franska gemenskapsparlamentet      | Franska gemenskapsparlamentet      | Godkänt    |  | 2006-06-27 |  | 57  | 0  | 3 |  |
|         |  | Franska gemenskapskommissionen     | Franska gemenskapskommissionen     | Franska gemenskapskommissionen     | Franska gemenskapskommissionen     | Godkänt    |  | 2006-10-20 |  | 64  | 0  | 0 |  |
|         |  | Tyskspråkiga gemenskapsparlamentet | Tyskspråkiga gemenskapsparlamentet | Tyskspråkiga gemenskapsparlamentet | Tyskspråkiga gemenskapsparlamentet | Godkänt    |  | 2006-09-19 |  | 25  | 0  | 0 |  |
|         |  | Vallonska regionparlamentet        | Vallonska regionparlamentet        | Vallonska regionparlamentet        | Vallonska regionparlamentet        | Godkänt    |  | 2006-07-19 |  | 61  | 0  | 1 |  |
|         |  | Vallonska gemenskapsparlamentet    | Vallonska gemenskapsparlamentet    | Vallonska gemenskapsparlamentet    | Vallonska gemenskapsparlamentet    | Godkänt    |  | 2006-07-19 |  | 60  | 0  | 0 |  |

| Bulgarien |  | 2005-04-25  |             | 2005-05-11  |             | 2005-05-12 |  | 2005-05-27 |  |     |   |   |  |
| --------- |  | ----------- | ----------- | ----------- | ----------- | ---------- |  | ---------- |  | --- | - | - |  |
|           |  | Parlamentet | Parlamentet | Parlamentet | Parlamentet | Godkänt    |  | 2005-05-11 |  | 231 | 1 | 2 |  |

| Cypern |  | 2005-04-25  |             | 2005-10-27  |             | XXXX-XX-XX |  | 2006-01-26 |  |    |   |   |  |
| ------ |  | ----------- | ----------- | ----------- | ----------- | ---------- |  | ---------- |  | -- | - | - |  |
|        |  | Parlamentet | Parlamentet | Parlamentet | Parlamentet | Godkänt    |  | 2005-10-27 |  | 56 | 0 | 0 |  |

| Danmark |  | 2005-04-25  |             | 2006-11-21  |             | 2006-11-25 |  | 2006-12-05 |  |    |   |    |  |
| ------- |  | ----------- | ----------- | ----------- | ----------- | ---------- |  | ---------- |  | -- | - | -- |  |
|         |  | Folketinget | Folketinget | Folketinget | Folketinget | Godkänt    |  | 2006-11-21 |  | 97 | 2 | 15 |  |

| Estland |  | 2005-04-25  |             | 2005-11-16  |             | 2005-11-25 |  | 2006-02-06 |  |    |   |   |  |
| ------- |  | ----------- | ----------- | ----------- | ----------- | ---------- |  | ---------- |  | -- | - | - |  |
|         |  | Parlamentet | Parlamentet | Parlamentet | Parlamentet | Godkänt    |  | 2005-11-16 |  | 69 | 0 | 0 |  |

| Finland |  | 2005-04-25 |           | 2006-06-19 |           | 2006-07-21 |  | 2006-08-02 |  |                |  |  |  |
| ------- |  | ---------- | --------- | ---------- | --------- | ---------- |  | ---------- |  | -------------- |  |  |  |
|         |  | Riksdagen  | Riksdagen | Riksdagen  | Riksdagen | Godkänt    |  | 2006-06-19 |  | Ingen votering |  |  |  |
| Åland   |  | Lagtinget  | Lagtinget | Lagtinget  | Lagtinget | Godkänt    |  | 2006-03-20 |  | Ingen votering |  |  |  |

| Frankrike |  | 2005-04-25           |                      | 2006-10-03           |                      | 2006-10-13 |  | 2006-12-06 |  |                |  |  |  |
| --------- |  | -------------------- | -------------------- | -------------------- | -------------------- | ---------- |  | ---------- |  | -------------- |  |  |  |
|           |  | Nationalförsamlingen | Nationalförsamlingen | Nationalförsamlingen | Nationalförsamlingen | Godkänt    |  | 2006-06-27 |  | Ingen votering |  |  |  |
|           |  | Senaten              | Senaten              | Senaten              | Senaten              | Godkänt    |  | 2006-10-03 |  | Ingen votering |  |  |  |

| Grekland |  | 2005-04-25  |             | 2005-11-02  |             | 2005-11-24 |  | 2006-02-24 |  |                |  |  |  |
| -------- |  | ----------- | ----------- | ----------- | ----------- | ---------- |  | ---------- |  | -------------- |  |  |  |
|          |  | Parlamentet | Parlamentet | Parlamentet | Parlamentet | Godkänt    |  | 2005-11-02 |  | Ingen votering |  |  |  |

| Irland |  | 2005-04-25        |                   | 2006-06-21        |                   | 2006-06-28 |  | 2006-10-16 |  |                |  |  |  |
| ------ |  | ----------------- | ----------------- | ----------------- | ----------------- | ---------- |  | ---------- |  | -------------- |  |  |  |
|        |  | Representanthuset | Representanthuset | Representanthuset | Representanthuset | Godkänt    |  | 2006-06-13 |  | Ingen votering |  |  |  |
|        |  | Senaten           | Senaten           | Senaten           | Senaten           | Godkänt    |  | 2006-06-21 |  | Ingen votering |  |  |  |

| Italien |  | 2005-04-25         |                    | 2005-12-22         |                    | 2006-01-09 |  | 2006-03-21 |  |                |   |   |  |
| ------- |  | ------------------ | ------------------ | ------------------ | ------------------ | ---------- |  | ---------- |  | -------------- | - | - |  |
|         |  | Deputeradekammaren | Deputeradekammaren | Deputeradekammaren | Deputeradekammaren | Godkänt    |  | 2005-12-22 |  | 415            | 3 | 4 |  |
|         |  | Senaten            | Senaten            | Senaten            | Senaten            | Godkänt    |  | 2005-11-22 |  | Ingen votering |   |   |  |

| Lettland |  | 2005-04-25  |             | 2006-01-26  |             | 2006-02-09 |  | 2006-05-05 |  |    |   |   |  |
| -------- |  | ----------- | ----------- | ----------- | ----------- | ---------- |  | ---------- |  | -- | - | - |  |
|          |  | Parlamentet | Parlamentet | Parlamentet | Parlamentet | Godkänt    |  | 2006-01-26 |  | 79 | 0 | 5 |  |

| Litauen |  | 2005-04-25  |             | 2006-03-30  |             | 2006-05-11 |  | 2006-06-27 |  |    |   |   |  |
| ------- |  | ----------- | ----------- | ----------- | ----------- | ---------- |  | ---------- |  | -- | - | - |  |
|         |  | Parlamentet | Parlamentet | Parlamentet | Parlamentet | Godkänt    |  | 2006-03-30 |  | 85 | 1 | 3 |  |

| Luxemburg |  | 2005-04-25  |             | 2006-06-29  |             | 2006-07-31 |  | 2006-10-10 |  |    |   |   |  |
| --------- |  | ----------- | ----------- | ----------- | ----------- | ---------- |  | ---------- |  | -- | - | - |  |
|           |  | Parlamentet | Parlamentet | Parlamentet | Parlamentet | Godkänt    |  | 2006-06-29 |  | 60 | 0 | 0 |  |

| Malta |  | 2005-04-25  |             | 2006-01-24  |             | 2006-01-24 |  | 2006-02-22 |  |                |  |  |  |
| ----- |  | ----------- | ----------- | ----------- | ----------- | ---------- |  | ---------- |  | -------------- |  |  |  |
|       |  | Parlamentet | Parlamentet | Parlamentet | Parlamentet | Godkänt    |  | 2006-01-24 |  | Ingen votering |  |  |  |

| Nederländerna |  | 2005-04-25        |                   | 2006-06-13        |                   | 2006-06-15 |  | 2006-08-31 |  |                |    |   |  |
| ------------- |  | ----------------- | ----------------- | ----------------- | ----------------- | ---------- |  | ---------- |  | -------------- | -- | - |  |
|               |  | Representanthuset | Representanthuset | Representanthuset | Representanthuset | Godkänt    |  | 2006-02-07 |  | 93             | 52 | 0 |  |
|               |  | Senaten           | Senaten           | Senaten           | Senaten           | Godkänt    |  | 2006-06-13 |  | Ingen votering |    |   |  |

| Polen |  | 2005-04-25 |         | 2006-03-30 |         | 2006-08-02 |  | 2006-10-03 |  |     |   |   |  |
| ----- |  | ---------- | ------- | ---------- | ------- | ---------- |  | ---------- |  | --- | - | - |  |
|       |  | Sejmen     | Sejmen  | Sejmen     | Sejmen  | Godkänt    |  | 2006-03-10 |  | 426 | 1 | 1 |  |
|       |  | Senaten    | Senaten | Senaten    | Senaten | Godkänt    |  | 2006-03-30 |  | 71  | 0 | 0 |  |

| Portugal |  | 2005-04-25  |             | 2006-03-08  |             | 2006-06-21 |  | 2006-10-02 |  |     |   |    |  |
| -------- |  | ----------- | ----------- | ----------- | ----------- | ---------- |  | ---------- |  | --- | - | -- |  |
|          |  | Parlamentet | Parlamentet | Parlamentet | Parlamentet | Godkänt    |  | 2006-03-08 |  | 181 | 0 | 11 |  |

| Rumänien |  | 2005-04-25  |             | 2005-05-17  |             | 2005-05-24 |  | 2005-05-27 |  |     |   |   |  |
| -------- |  | ----------- | ----------- | ----------- | ----------- | ---------- |  | ---------- |  | --- | - | - |  |
|          |  | Parlamentet | Parlamentet | Parlamentet | Parlamentet | Godkänt    |  | 2005-05-17 |  | 434 | 0 | 0 |  |

| Slovakien |  | 2005-04-25  |             | 2005-06-21  |             | 2005-07-11 |  | 2005-09-28 |  |     |   |   |  |
| --------- |  | ----------- | ----------- | ----------- | ----------- | ---------- |  | ---------- |  | --- | - | - |  |
|           |  | Parlamentet | Parlamentet | Parlamentet | Parlamentet | Godkänt    |  | 2005-06-21 |  | 102 | 0 | 2 |  |

| Slovenien |  | 2005-04-25  |             | 2005-09-29  |             | 2006-10-07 |  | 2006-03-30 |  |    |   |   |  |
| --------- |  | ----------- | ----------- | ----------- | ----------- | ---------- |  | ---------- |  | -- | - | - |  |
|           |  | Parlamentet | Parlamentet | Parlamentet | Parlamentet | Godkänt    |  | 2005-09-29 |  | 64 | 0 | 0 |  |

| Spanien |  | 2005-04-25         |                    | 2005-12-14         |                    | 2006-05-26 |  | 2006-06-21 |  |     |   |   |  |
| ------- |  | ------------------ | ------------------ | ------------------ | ------------------ | ---------- |  | ---------- |  | --- | - | - |  |
|         |  | Deputeradekammaren | Deputeradekammaren | Deputeradekammaren | Deputeradekammaren | Godkänt    |  | 2005-11-24 |  | 303 | 1 | 0 |  |
|         |  | Senaten            | Senaten            | Senaten            | Senaten            | Godkänt    |  | 2005-12-14 |  | 247 | 1 | 0 |  |

| Storbritannien |  | 2005-04-25 |            | 2006-02-07 |            | 2006-02-16 |  | 2006-04-05 |  |                |  |  |  |
| -------------- |  | ---------- | ---------- | ---------- | ---------- | ---------- |  | ---------- |  | -------------- |  |  |  |
|                |  | Underhuset | Underhuset | Underhuset | Underhuset | Godkänt    |  | 2005-11-24 |  | Ingen votering |  |  |  |
|                |  | Överhuset  | Överhuset  | Överhuset  | Överhuset  | Godkänt    |  | 2006-02-07 |  | Ingen votering |  |  |  |

| Sverige |  | 2005-04-25 |           | 2006-05-09 |           | 2006-05-18 |  | 2006-06-09 |  |                |  |  |  |
| ------- |  | ---------- | --------- | ---------- | --------- | ---------- |  | ---------- |  | -------------- |  |  |  |
|         |  | Riksdagen  | Riksdagen | Riksdagen  | Riksdagen | Godkänt    |  | 2006-05-09 |  | Ingen votering |  |  |  |

| Tjeckien |  | 2005-04-25         |                    | 2005-12-06         |                    | 2006-02-02 |  | 2006-03-03 |  |     |   |   |  |
| -------- |  | ------------------ | ------------------ | ------------------ | ------------------ | ---------- |  | ---------- |  | --- | - | - |  |
|          |  | Deputeradekammaren | Deputeradekammaren | Deputeradekammaren | Deputeradekammaren | Godkänt    |  | 2005-12-06 |  | 155 | 0 | 1 |  |
|          |  | Senaten            | Senaten            | Senaten            | Senaten            | Godkänt    |  | 2005-09-15 |  | 60  | 0 | 2 |  |

| Tyskland |  | 2005-04-25    |               | 2006-11-24    |               | 2006-12-07 |  | 2006-12-20 |  |     |    |    |  |
| -------- |  | ------------- | ------------- | ------------- | ------------- | ---------- |  | ---------- |  | --- | -- | -- |  |
|          |  | Förbundsdagen | Förbundsdagen | Förbundsdagen | Förbundsdagen | Godkänt    |  | 2006-10-26 |  | 529 | 12 | 10 |  |
|          |  | Förbundsrådet | Förbundsrådet | Förbundsrådet | Förbundsrådet | Godkänt    |  | 2006-11-24 |  | 69  | 0  | 0  |  |

| Ungern |  | 2005-04-25  |             | 2005-09-26  |             | 2005-10-11 |  | 2005-10-26 |  |     |   |   |  |
| ------ |  | ----------- | ----------- | ----------- | ----------- | ---------- |  | ---------- |  | --- | - | - |  |
|        |  | Parlamentet | Parlamentet | Parlamentet | Parlamentet | Godkänt    |  | 2005-09-26 |  | 257 | 6 | 1 |  |

| Österrike |  | 2005-04-25    |               | 2006-05-11    |               | 2006-05-30 |  | 2006-06-26 |  |                |  |  |  |
| --------- |  | ------------- | ------------- | ------------- | ------------- | ---------- |  | ---------- |  | -------------- |  |  |  |
|           |  | Nationalrådet | Nationalrådet | Nationalrådet | Nationalrådet | Godkänt    |  | 2006-04-26 |  | Ingen votering |  |  |  |
|           |  | Förbundsrådet | Förbundsrådet | Förbundsrådet | Förbundsrådet | Godkänt    |  | 2006-05-11 |  | Ingen votering |  |  |  |